# Łowicz
Łowicz er en by ved floden Bzura i det centrale Polen med 31.000 indbyggere (2005).